# Justicia paxiana
Justicia paxiana är en akantusväxtart som beskrevs av Gustav Lindau. Justicia paxiana ingår i släktet Justicia och familjen akantusväxter. Inga underarter finns listade i Catalogue of Life.